# Tepelenë
Tepelenë (eller Tepelena) er en by i det sydlige Albanien, i præfekturet Gjirokastër med 4.342(2011) indbyggere. Byen  ligger ved bredden af floden Vjosë.
- Wikimedia Commons har flere filer relateret til Tepelenë